# 2004年大西洋飓风季时间轴

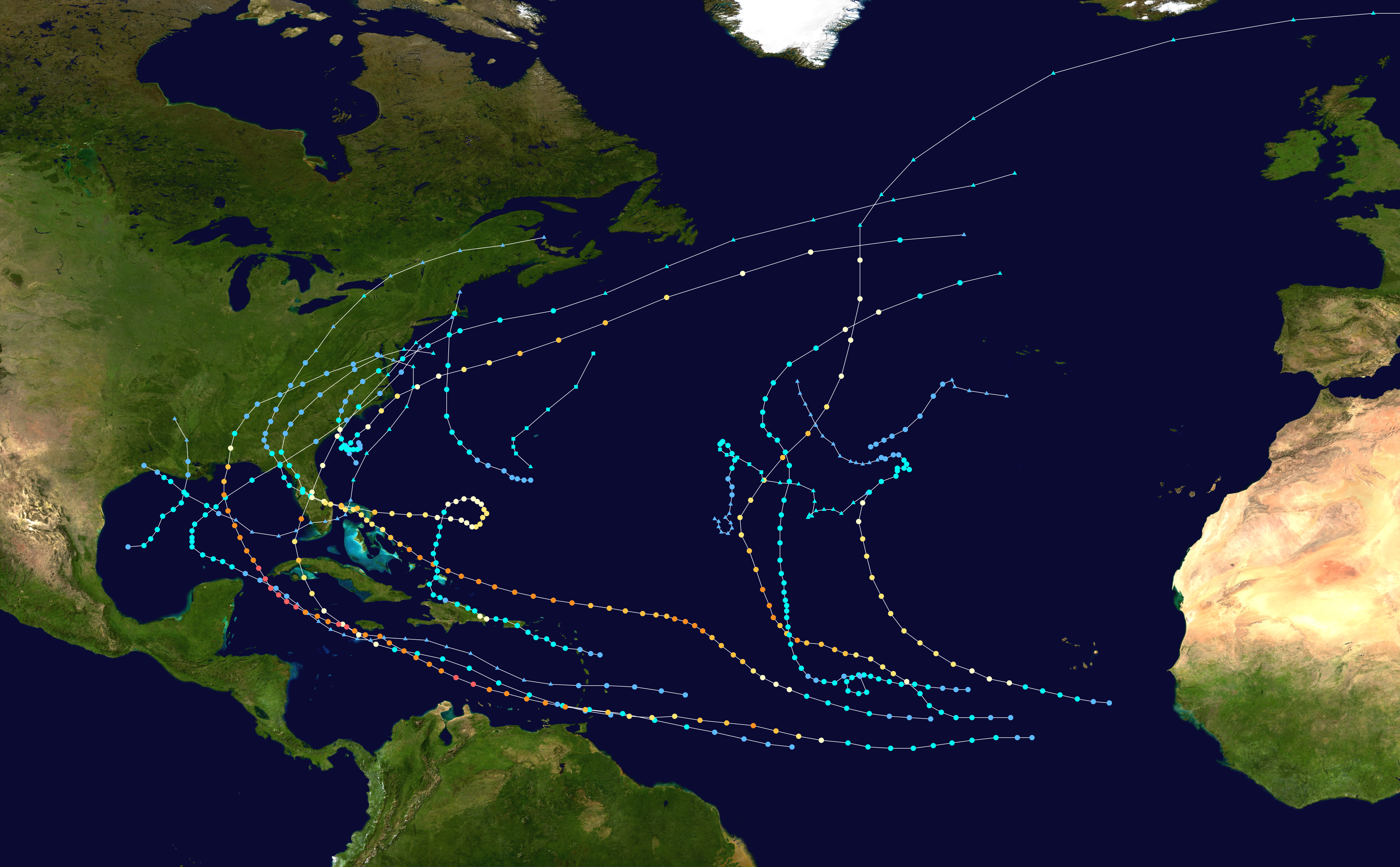
2004年大西洋飓风季所有风暴的路径图

2004年大西洋颶風季是有纪录以来造成人员伤亡和财产损失最为惨重的大西洋飓风季之一，于2004年6月1日正式开始，同年11月30日结束，传统上这样的日期界定了一年中绝大多数热带气旋在大西洋形成的时间段，但这年的风暴活动一直持续到了12月。本时间轴中记录了全年大西洋盆地所有热带和亚热带气旋形成、增强、减弱、登陆、转变成温带气旋以及消散的具体信息。美国国家飓风中心每年都会对前一年飓风季的所有天气系统进行重新分析，并根据结果更新其风暴数据库，因此以下时间轴中还包含有实际操作中没有发布的信息。包括风速、位置、距离在内的所有数字都是经四舍五入换算成整数。
全季一共形成了16个热带低气压，15个获得命名的风暴，其中9个达到飓风标准，6个成为大型飓风。本季共有6场获得命名的风暴在美国佛罗里达州和阿拉巴马州登陆，分别是热带风暴邦尼、飓风查利、飓风弗朗西丝、飓风伊万和飓风珍妮，其中有3场飓风的持续风速至少达到每小时185公里（大型飓风强度）。这也是有纪录以来唯一一个有4场飓风对佛罗里达州产生影响的大西洋飓风季，其中飓风伊万并没有在该州登陆，但仍带去了飓风强度的狂风。

## 风暴时间轴

### 6月
- 整个6月都没有热带气旋在大西洋盆地发展和形成[5]。

6月1日
- 2004年大西洋飓风季正式开始。

### 7月
7月31日
- 协调世界时下午18点：第一号热带低气压在美国佛罗里达州杰克逊维尔以东约325公里海域形成。

### 8月
8月1日

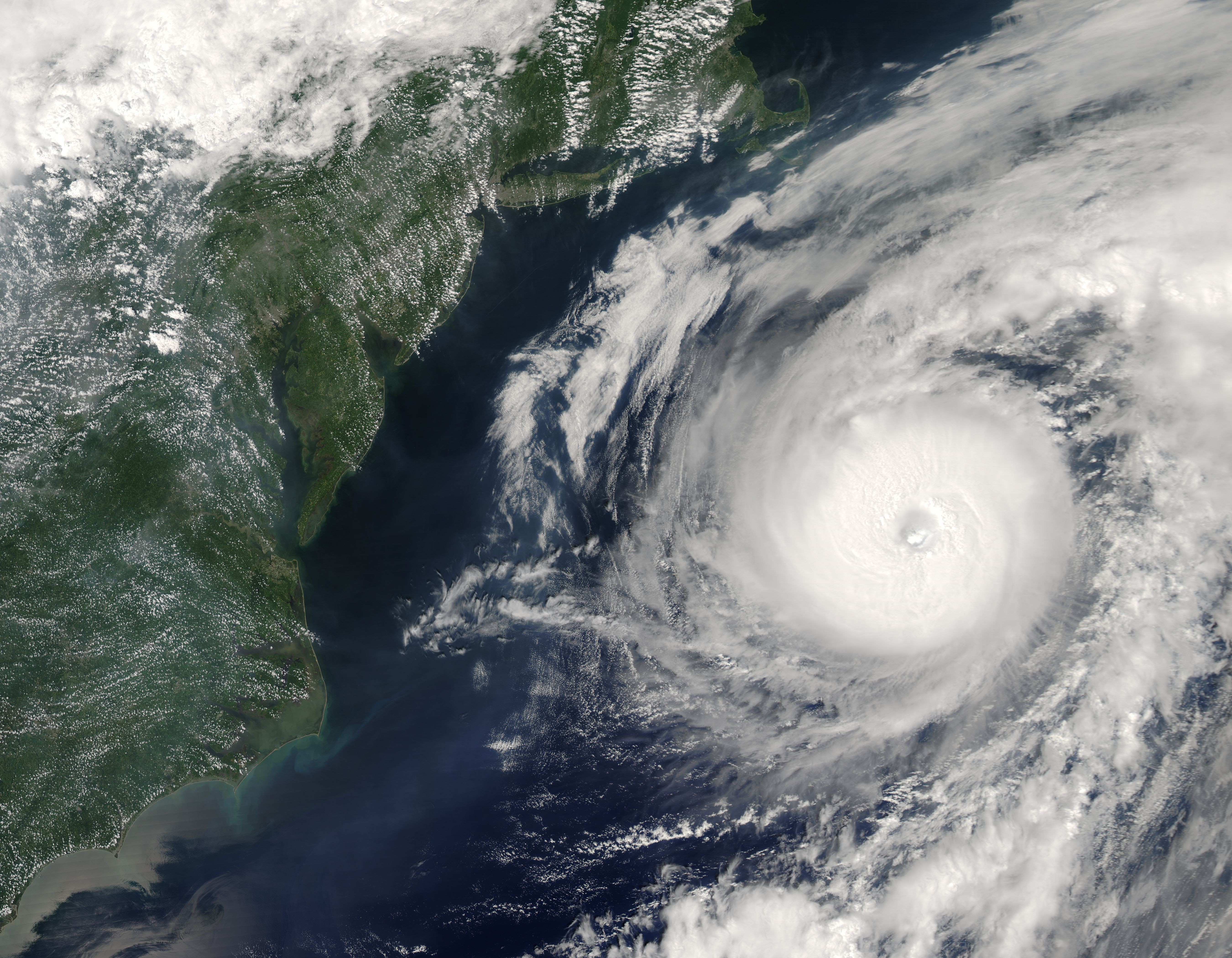
8月4日位于中大西洋各州近海的飓风亚历克斯

- 下午18点：第一号热带低气压达到热带风暴强度。

8月3日
- 早上6点：热带风暴亚历克斯成为本季首场飓风。
- 中午12点：飓风亚历克斯成为二级飓风.。
- 中午12点：第二号热带低气压在小安的列斯群岛以东约665公里洋面形成。
- 下午17点：飓风亚历克斯掠过北卡罗莱纳州外滩群岛但没有登陆。

8月4日
- 下午18点：第二号热带低气压在东加勒比海退化成东风波。

8月5日
- 凌晨0点：飓风亚历克斯成为本季第一场大型飓风，达到这一强度时其中心位于新斯科舍哈利法克斯西南方向约715公里海域，创下成为大型飓风第二偏北位置的新纪录。

8月6日
- 中午12点：飓风亚历克斯减弱成热带风暴。
- 中午12点：第二号热带低气压在尤卡坦海峡重新形成。
- 下午18点：热带风暴亚历克斯在纽芬兰岛以东海域转变成温带气旋。

8月9日
- 中午12点：第三号热带低气压在向风群岛附近、巴巴多斯东南偏南方向约180公里洋面发展形成。
- 中午12点：第二号热带低气压在南部墨西哥湾增强成热带风暴并获命名为“邦尼”（Bonnie）。

8月10日
- 早上6点：第三号热带低气压强化为热带风暴并获名“查利”（Charley）。

8月11日
- 下午18点：热带风暴查利达到飓风强度。

8月12日
- 凌晨0点：飓风查利在牙买加南部海岸掠过。
- 中午12点：飓风查利从大开曼和小开曼之间经过。
- 下午14点：热带风暴邦尼以每小时72公里风速在佛罗里达州阿巴拉契科拉附近登陆。
- 下午15点：飓风查利增强成二级飓风。
- 下午18点：热带风暴邦尼弱化成热带低气压。

8月13日

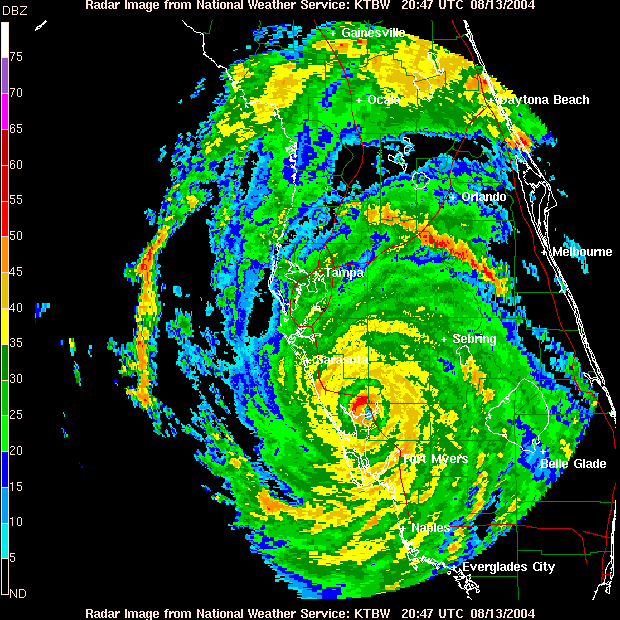
8月13日，即将在佛罗里达州南部上岸的飓风查利。

- 凌晨4点30分：飓风查利以风力时速190公里的三级飓风强度登陆古巴，从哈瓦那以西离开该岛时已减弱成二级飓风。
- 中午12点：第四号热带低气压在佛得角东南偏南方向约390公里海域形成。
- 下午14点：飓风查利再次成为三级飓风。
- 下午17点：飓风查利达到四级飓风强度。
- 下午18点：第五号热带低气压在向风群岛以东约1850公里洋面发展形成。
- 晚上19点45分：飓风查利以每小时240公里风速在麦尔兹堡以西不远处进行了第二次登陆。
- 晚上20点45分：飓风查利以风力时速233公里强度在佛罗里达州蓬塔戈尔达进行第三度登陆。

8月14日
- 凌晨0点：热带低气压邦尼降级成残留低气压。
- 凌晨0点：第四号热带低气压升级成热带风暴强度并获名“达尼埃尔”（Danielle）。
- 凌晨1点30分：飓风查利经奥兰多附近穿越佛罗里达州中部。
- 凌晨3点30分：飓风查利从戴通纳海滩离开佛罗里达州。
- 下午14点：飓风查利以每小时129公里风速从南卡罗莱纳州罗曼角附近进行第四次登陆后不久又回到近海。
- 下午16点：飓风查利以风力时速121公里强度从南卡罗莱纳州美特尔海滩进行了第五次登陆。
- 下午18点：飓风查利降级成热带风暴。
- 下午18点：第五号热带低气压达到热带风暴标准并获命名为“厄尔”（Earl）。

8月15日
- 凌晨0点：热带风暴查利在南卡罗莱纳州上空转变成温带气旋。
- 凌晨0点：热带风暴达尼埃尔升级成飓风。
- 下午14点：热带风暴厄尔经格林纳达以南近海进入加勒比海。
- 下午18点：飓风达尼埃尔强化成二级飓风。

8月16日
- 凌晨0点：热带风暴厄尔退化成东风波。

8月18日
- 中午12点：飓风达尼埃尔减弱成热带风暴。

8月20日
- 下午18点：热带风暴达尼埃尔降级成热带低气压。

8月21日
- 下午18点：热带低气压达尼埃尔因与一片广阔的低气压区融合而消散。

8月25日
- 凌晨0点：第六号热带低气压在佛得角西南偏西方向约1200公里海域形成。
- 下午18点：第六号热带低气压升级成热带风暴并获名“弗朗西丝”（Frances）。

8月26日
- 下午18点：热带风暴弗朗西丝达到飓风强度。

8月27日
- 中午12点：飓风弗朗西丝成为二级飓风。
- 中午12点：第七号热带低气压在南卡罗莱纳州查尔斯顿东南偏东方向约215公里洋面发展形成。
- 下午18点：飓风弗朗西丝成为大型飓风。
- 下午18点：百慕大以南约370公里海域发展出一股热带低气压。

8月28日

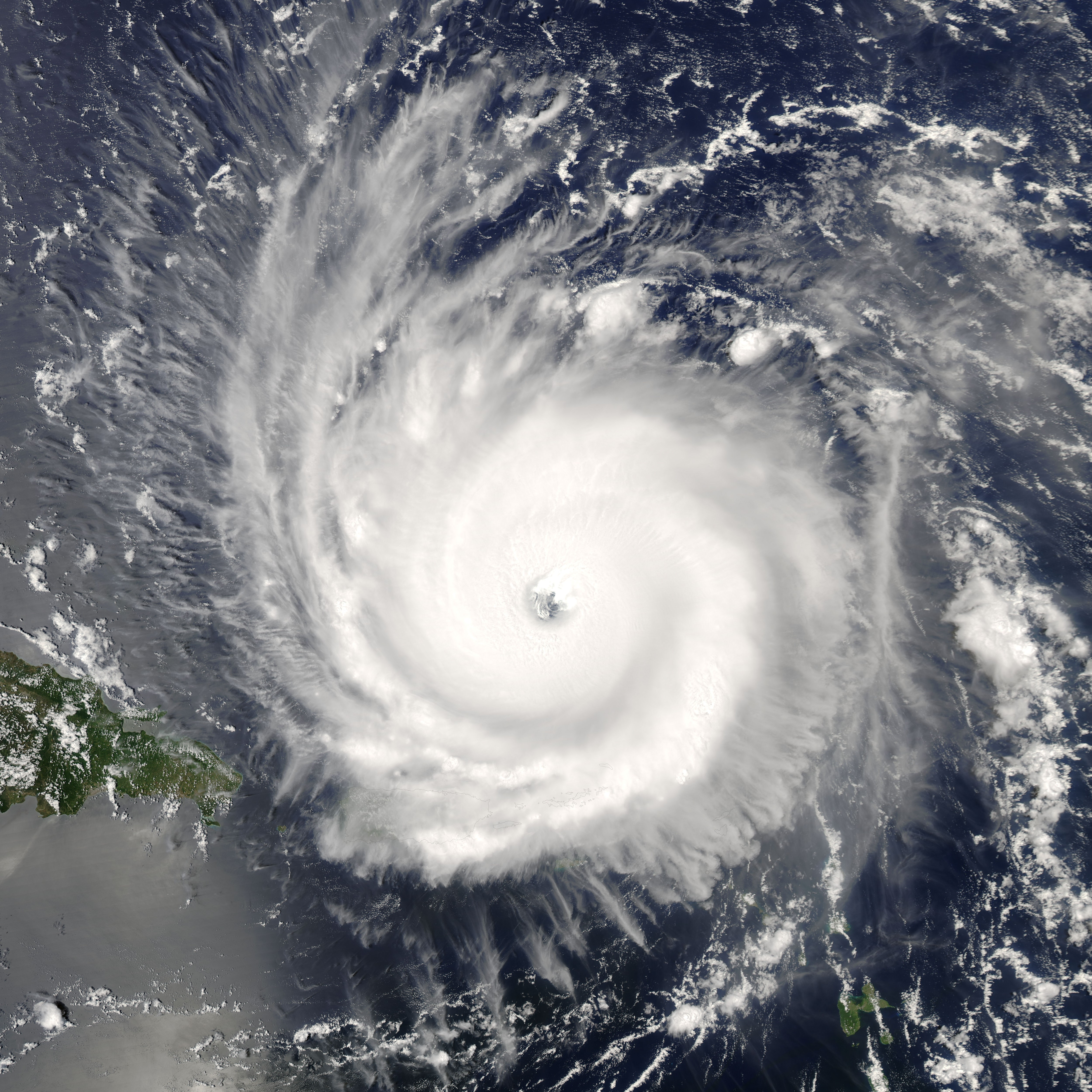
8月31日的飓风弗朗西丝

- 早上6点：第七号热带低气压强化成热带风暴并获名“加斯顿”（Gaston）。
- 下午18点：飓风弗朗西丝达到四级飓风强度。

8月29日
- 中午12点：热带风暴加斯顿升级成飓风。
- 中午12点：百慕大以南的热带低气压达到热带风暴强度并获名“赫敏”（Hermine）。
- 下午14点：飓风加斯顿以每小时121公里风速在南卡罗莱纳州奥因多附近登陆。

8月30日
- 凌晨0点：热带风暴加斯顿降级为热带低气压。

8月31日
- 凌晨0点：热带低气压加斯顿再度升级成热带风暴。
- 早上6点：热带风暴赫敏以风力时速64公里强度从马萨诸塞州新贝德福德附近登陆。
- 中午12点：热带风暴赫敏转变成温带气旋。

### 9月
9月1日
- 中午12点：热带风暴加斯顿转变成温带气旋。

9月2日
- 下午18点：第九号热带低气压在佛罗里西南方向约900公里洋面形成。
- 晚上19点30分：飓风弗朗西丝以每小时201公里风速吹袭圣萨尔瓦多岛。

9月3日
- 早上5点30分：飓风弗朗西丝以风力时速185公里强度袭击卡特岛。
- 早上6点：第九号热带低气压成为热带风暴并获名“伊万”（Ivan）。
- 上午10点：飓风弗朗西丝以每小时180公里风速吹袭伊柳塞拉岛。

9月4日
- 上午10点：飓风弗朗西丝以风力时速169公里强度袭击大巴哈马岛。

9月5日
- 凌晨4点30分：飓风弗朗西丝以每小时169公里风速登陆佛罗里达州东海岸。
- 早上6点：热带风暴伊万升级成飓风。
- 中午12点：飓风伊万达到二级飓风标准。
- 下午18点：飓风伊万成为大型飓风。
- 下午18点：飓风弗朗西丝减弱成热带风暴。

9月6日
- 凌晨0点：飓风伊万达到四级飓风强度。
- 凌晨3点左右：热带风暴弗朗西丝进入墨西哥湾上空。
- 下午18点：热带风暴弗朗西丝以风力时速97公里强度在佛罗里达州圣马克附近进行了第二次登陆。

9月7日
- 早上6点：热带风暴弗朗西丝弱化成热带低气压。
- 上午9点：第十号热带低气压在亚速尔群岛西南偏西方向约1150公里海域发展形成。
- 晚上21点30分：飓风伊万以每小时201公里风速从格林纳达以南近海经过。

9月9日
- 早上6点：飓风伊万在距阿鲁巴不到160公里洋面成为2004年大西洋飓风季的首场五级飓风。
- 中午12点：第十号热带低气压退化成残留低气压。

9月11日

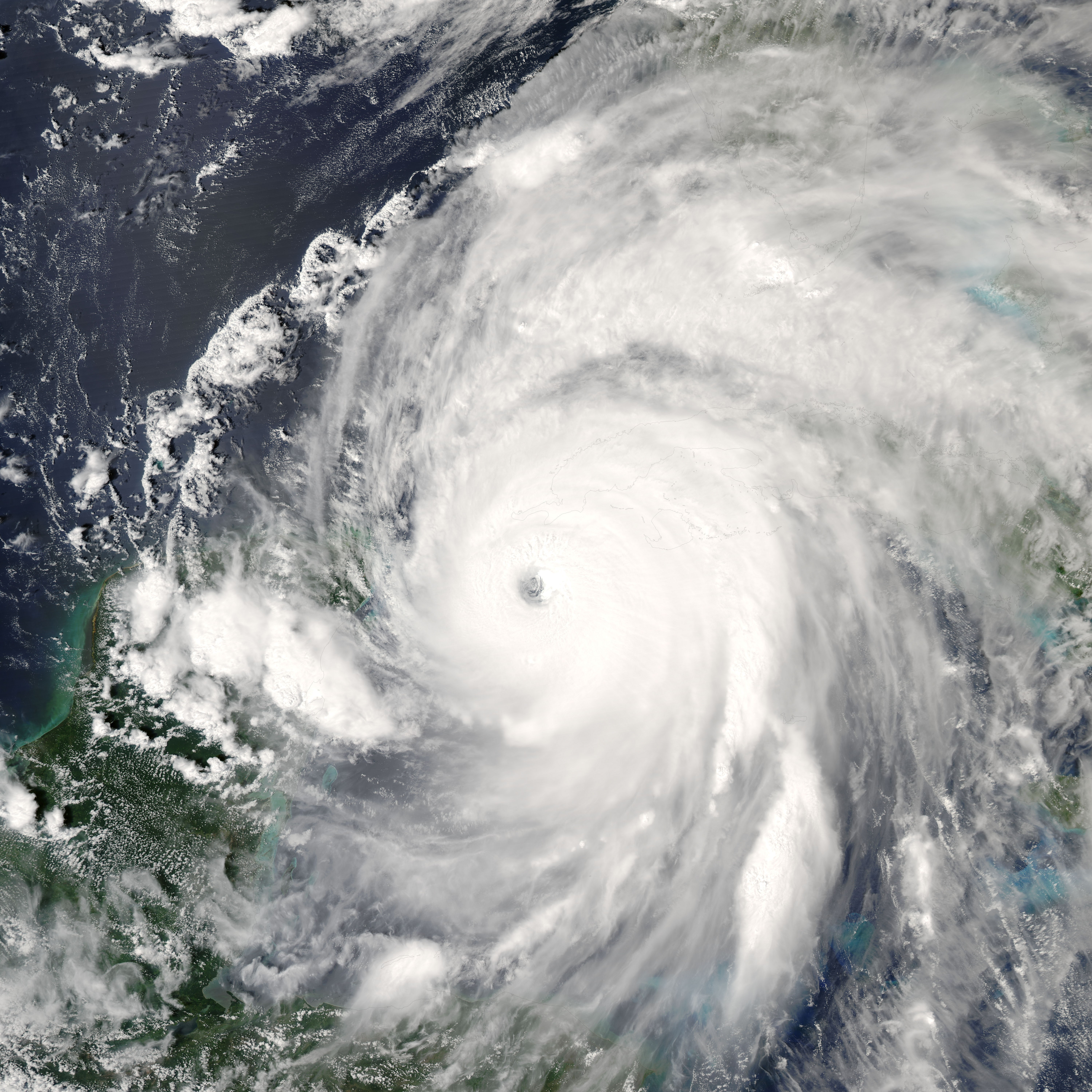
9月13日的飓风伊万

- 凌晨3点30分：飓风伊万以风力时速240公里强度从牙买加以南近海掠过。

9月12日
- 凌晨0点：飓风伊万达到910毫巴（百帕）的最低气压，创下当时第六强大西洋飓风的新纪录。

9月12日
- 下午14点15分：飓风伊万以每小时240公里风速从大开曼附近海域经过。

9月13日
- 下午18点：第十一号热带低气压在瓜德罗普东南偏东方向约110公里洋面形成。

9月14日
- 凌晨1点：飓风伊万以风力时速260公里强度从古巴最西端附近海域擦过。
- 凌晨4点：第十一号热带低气压以每小时56公里风速登陆瓜德罗普。
- 中午12点：第十一号热带低气压强化成热带风暴并获名“珍妮”（Jeanne）。

9月15日
- 下午16点：热带风暴珍妮以风力时速97公里强度在亚武科阿附近登陆。

9月16日
- 早上6点：第十二号热带低气压在佛得角群岛西南方向约630公里洋面发展形成。
- 早上6点50分：飓风伊万以每小时190公里风速在阿拉巴马州格尔夫海岸附近登陆。
- 上午11点：热带风暴珍妮达到飓风强度并以风力时速129公里强度登陆多米尼加。
- 下午18点：飓风伊万降级成热带风暴。
- 下午18点：第十二号热带低气压达到热带风暴强度并获命名为“卡尔”（Karl）。

9月17日
- 凌晨0点：热带风暴伊万退化热带低气压。
- 凌晨0点：飓风珍妮因与伊斯帕尼奥拉岛的相互作用减弱成热带风暴。
- 下午18点：热带风暴珍妮降级成热带低气压。

9月18日
- 凌晨0点：热带低气压珍妮重新增强成热带风暴。
- 凌晨0点：热带风暴卡尔达到飓风强度。
- 早上6点：飓风卡尔强化成二级飓风。
- 下午18点：热带低气压伊万在穿越弗吉尼亚州的过程中转变成温带气旋，部分残留转向北上，其它部分回转南下。

9月19日
- 早上6点：飓风卡尔成为大型飓风。
- 下午18点：第十三号热带低气压在佛罗角群岛西南偏西方向约830公里海域形成。

9月20日
- 早上6点：飓风卡尔升级成四级飓风。
- 中午12点：第十三号热带低气压成为热带风暴并获命名为“丽莎”（Lisa）。
- 下午18点：热带风暴珍妮再度强化成飓风。

9月22日
- 早上6点：飓风珍妮再次达到二级飓风标准。
- 下午18点：之前飓风伊万的部分残留在墨西哥湾再生成热带低气压伊万。

9月23日

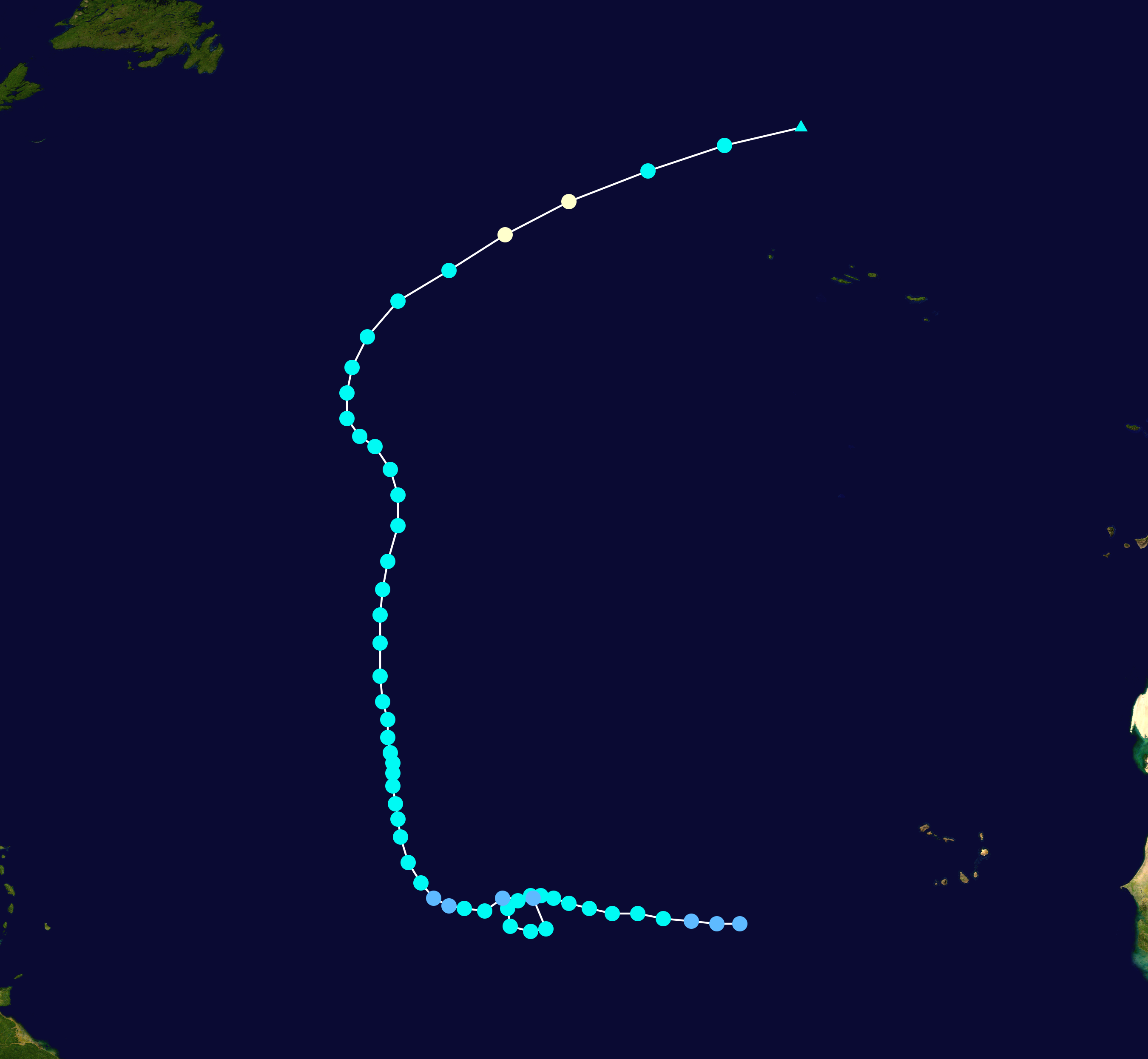
飓风丽莎行进路径图

- 凌晨0点：热带低气压伊万再度达到热带风暴强度，这时距其转变成温带气旋已过了近一星期。
- 下午18点：热带风暴丽莎降级成热带低气压。

9月24日
- 凌晨0点：热带风暴伊万退化成热带低气压。
- 凌晨2点：热带低气压伊万每小时48公里风速从路易斯安那州卡梅伦附近进行了第二次登陆。
- 早上6点：热带低气压丽莎重新增强成热带风暴。
- 中午12点：热带低气压伊万在德克萨斯州上空消散。
- 下午18点：热带风暴丽莎再次减弱成热带低气压。

9月25日
- 凌晨0点：飓风卡尔转变成温带气旋，但仍是一场北上行进的强烈风暴。
- 早上6点：热带低气压丽莎第三次强化成热带风暴。
- 中午12点：飓风珍妮达到大型飓风标准并以风力时速185公里强度在阿巴科群岛进行了第三次登陆。
- 下午18点：飓风珍妮以每小时190公里风速从大巴哈马岛附近掠过。

9月26日
- 凌晨4点：飓风珍妮以风力时速190公里强度在佛罗里达州斯图尔特附近进行第四次登陆。
- 下午18点：飓风珍妮减弱成热带风暴。

9月27日
- 下午18点：热带风暴珍妮降级为热带低气压。

9月29日
- 凌晨0点：热带低气压珍妮转变成温带气旋。

### 10月
10月2日

10月10日的亚热带风暴妮科尔

- 早上6点：热带风暴丽莎达到飓风强度。
- 下午18点：飓风丽莎降级成热带风暴。

10月3日
- 早上6点：热带风暴丽莎转变成温带气旋。

10月8日
- 中午12点：第十四号热带低气压在德克萨斯州布朗斯维尔东南方向约330公里洋面发展形成。
- 下午18点：第十四号热带低气压达到热带风暴标准并获名“马修”（Matthew）。

10月10日
- 早上6点：百慕大西南方向约220公里海域的一片低气压系统发展成亚热带风暴并获命名为“妮科尔”（Nicole）。
- 上午11点：热带风暴马修以每小时64公里风速在霍玛以南的路易斯安那州海岸登陆。
- 中午12点：热带风暴马修减弱成热带低气压。

10月11日
- 凌晨0点：热带低气压马修转变成温带气旋。

10月12日
- 凌晨0点：亚热带风暴妮科尔被一片更大规模的非热带气旋吸收。

### 11月
11月29日
- 中午12点：百慕大东南偏东方向约1850公里洋面的一片非热带低气压发展成亚热带风暴并获名“奥托”（Otto）。

11月30日
- 中午12点：亚热带风暴奥托获得了足够的热带天气系统特征并因此成为热带风暴奥托。
- 2004年大西洋飓风季正式结束。

### 12月
12月2日
- 中午12点：热带风暴奥托降级成热带低气压。

12月3日
- 早上6点：本季最后一场风暴热带低气压奥托消散成一片残留低气压。

## 解释说明
1. ↑  大型飓风指最大持续风速可以在萨菲尔-辛普森飓风等级中达到三级或以上的风暴[3]。